# Хорус-Ба
Хорус-Ба је био староегипатски фараон. Владао је на крају прве династије и на почетку друге династије.
Постоји врло мало извора који говоре о овом фараону. Први запис о овом фараону пронашао је Флиндерс Питри у гробници фараона Ка'а.